# Coccoloba caracasana
Coccoloba caracasana Meisn. – gatunek rośliny z rodziny rdestowatych (Polygonaceae Juss.). Występuje naturalnie w Meksyku, Salwadorze, Kostaryce, Panamie, Kolumbii oraz Wenezueli. 

## Morfologia
PokrójWiecznie zielone drzewo lub krzew. Dorasta do 2–12 m wysokości. Pokrój często jest wielopienny. Gałęzie są mniej lub bardziej owłosione.
LiścieBlaszka liściowa jest nieco skórzasta i ma kształt od okrągławego do podłużnego. Mierzy 8–20 cm długości oraz 6–15 cm szerokości, o niemal sercowatej nasadzie i karbowanym wierzchołku. Ogonek liściowy jest owłosiony i osiąga 8–20 mm długości. Gatka jest omszona i dorasta do 10–20 mm długości.
KwiatyJednopłciowe, zebrane w gęste grona o długości 15–25 cm, rozwijają się na szczytach pędów.
OwoceMają niemal kulisty kształt, osiągają 6–8 mm średnicy.

## Biologia i ekologia
Rośnie w lasach zrzucających liście. Występuje na wysokości do 500 m n.p.m.